# マミー (スーパーマーケット)
マミーは、かつて存在していた山口県を営業区域とする独立系スーパー。2001年（平成13年）3月にマックスバリュ西日本と株式交換により事業統合したのち、2002年（平成14年）2月に合併。同年12月までにすべてのマミー店舗がマックスバリュに転換された。

## かつて存在した店舗
以下のリストは、2002年（平成14年）12月の店名変更発表時に基づく。
| 店舗名   | 所在市町村                       | その後                                                                                       |
| -------- | -------------------------------- | -------------------------------------------------------------------------------------------- |
| 東岐波店 | 山口県宇部市                     | ハイパーモールメルクス宇部内 2002年11月7日にマックスバリュに転換 2004年5月にザ・ビッグに転換 |
| 周陽店   | 山口県徳山市（現：周南市）       | 2002年12月4日にマックスバリュに転換 2008年5月20日に閉店（現在はウォンツ周南周陽店）          |
| 小郡店   | 山口県吉敷郡小郡町（現：山口市） | 2002年12月4日にマックスバリュに転換 2004年4月にザ・ビッグに転換                              |
| 防府店   | 山口県防府市                     | 2002年12月5日にマックスバリュに転換 2004年6月にザ・ビッグに転換                              |
| 通津店   | 山口県岩国市                     | 2002年12月6日にマックスバリュに転換                                                          |
| 大手町店 | 山口県下松市                     | 2002年12月6日にマックスバリュに転換 2012年4月20日に閉店（現在はマンション）                  |
| 浅江店   | 山口県光市                       | 浅江ショッピングセンター内 2002年12月7日にマックスバリュに転換                               |
| 田布施店 | 山口県熊毛郡田布施町             | 2002年12月7日にマックスバリュに転換                                                          |
| 末武店   | 山口県下松市                     | 2002年12月7日にマックスバリュに転換                                                          |
| 玖珂店   | 山口県玖珂郡玖珂町（現：岩国市） | 2002年12月8日にマックスバリュに転換                                                          |
| 室積店   | 山口県光市                       | 2002年12月8日にマックスバリュに転換                                                          |
| 徳山西店 | 山口県徳山市（現：周南市）       | 2002年12月9日にマックスバリュに転換 2016年9月6日にザ・ビッグに転換                           |
| 徳山東店 | 山口県徳山市（現：周南市）       | 2002年12月9日にマックスバリュに転換                                                          |
| 夜市店   | 山口県徳山市（現：周南市）       | いちやショッピングセンター内 2002年12月9日にマックスバリュに転換 2017年7月30日に閉店         |

#### 広報資料・プレスリリースなど一次資料
1. 1 2  企業沿革
2. 1 2  “ニュースリリース：～新たに生まれ変わります！～マミーからマックスバリュへ”. 2005年3月13日時点のオリジナルよりアーカイブ。2013年5月24日閲覧。
3. ↑  『９／６（火）ザ・ビッグ徳山西店オープン！マックスバリュからザ・ビッグに生まれ変わりました』（PDF）（プレスリリース）マックスバリュ西日本株式会社、2016年8月29日。2016年9月6日閲覧。